# Pokrzewka kasztanowata
Pokrzewka kasztanowata (Curruca undata) – gatunek małego ptaka z rodziny pokrzewek (Sylviidae). Występuje w zachodniej i południowej Europie oraz północno-zachodniej Afryce. Nie zalatuje do Polski. Bliski zagrożenia.

## Taksonomia
Gatunek ten często umieszczany jest w rodzaju Sylvia. Obecnie wyróżnia się trzy podgatunki: C. undata dartfordiensis, C. undata undata i C. undata toni. Proponowane podgatunki corsa (Korsyka) i naevalbens (południowo-wschodnie Włochy) zostały zsynonimizowane z podgatunkiem nominatywnym, aremoricus (północno-zachodnia Francja) z dartfordiensis, a tingitana (Maroko) z toni.

## Zasięg występowania
Najliczniejsze populacje zamieszkują Hiszpanię, Portugalię oraz zachodnią i południową Francję. Przeważnie jest to ptak osiadły, ale poza sezonem lęgowym może się rozpraszać na niewielkie odległości, a niektóre ptaki europejskie zimują w północno-zachodniej Afryce.
Poszczególne podgatunki zamieszkują:
- C. undata dartfordiensis – południowa Anglia, zachodnia Francja i północno-zachodnia Hiszpania.
- C. undata undata – Półwysep Iberyjski, południowa Francja i Włochy.
- C. undata toni – północno-zachodnia Afryka. Poza sezonem lęgowym także dalej na południe aż po północną granicę Sahary.

## Opis
| długość ciała | rozpiętość skrzydeł | masa ciała |
| ------------- | ------------------- | ---------- |
| 12,5–14 cm    | 16–18 cm            | 6,8–10,5 g |

Mała, z krótkimi skrzydłami, wydatnym brzuchem i wąskim, bardzo długim, często zadartym ogonem. Sylwetka zazwyczaj krępa, choć bywa smukła. Dorosły ptak ma czerwoną obrączkę oczną i czerwonobrązową tęczówkę i wyraźniejsze białe plamkowanie gardła. Samiec : wierzch ciemnoniebieskoszary, brązowieje w startym upierzeniu. Gardło, pierś i spód brązowordzawe lub winnoczerwone. Samica : bardziej brązowoszara z jaśniejszym gardłem. Spód ciała jasnopomarańczowopłowy z białawym brzuchem. Ubarwienie brzucha i piersi trudno dostrzec, wymaga to dobrego oświetlenia. Juv./1. wiosna : bardziej brązowy wierzch od samicy, brązowe skrzydło, ciemna tęczówka i brak obrączki ocznej. Podobna do juv. pokrzewki czarniawej.

## Ekologia

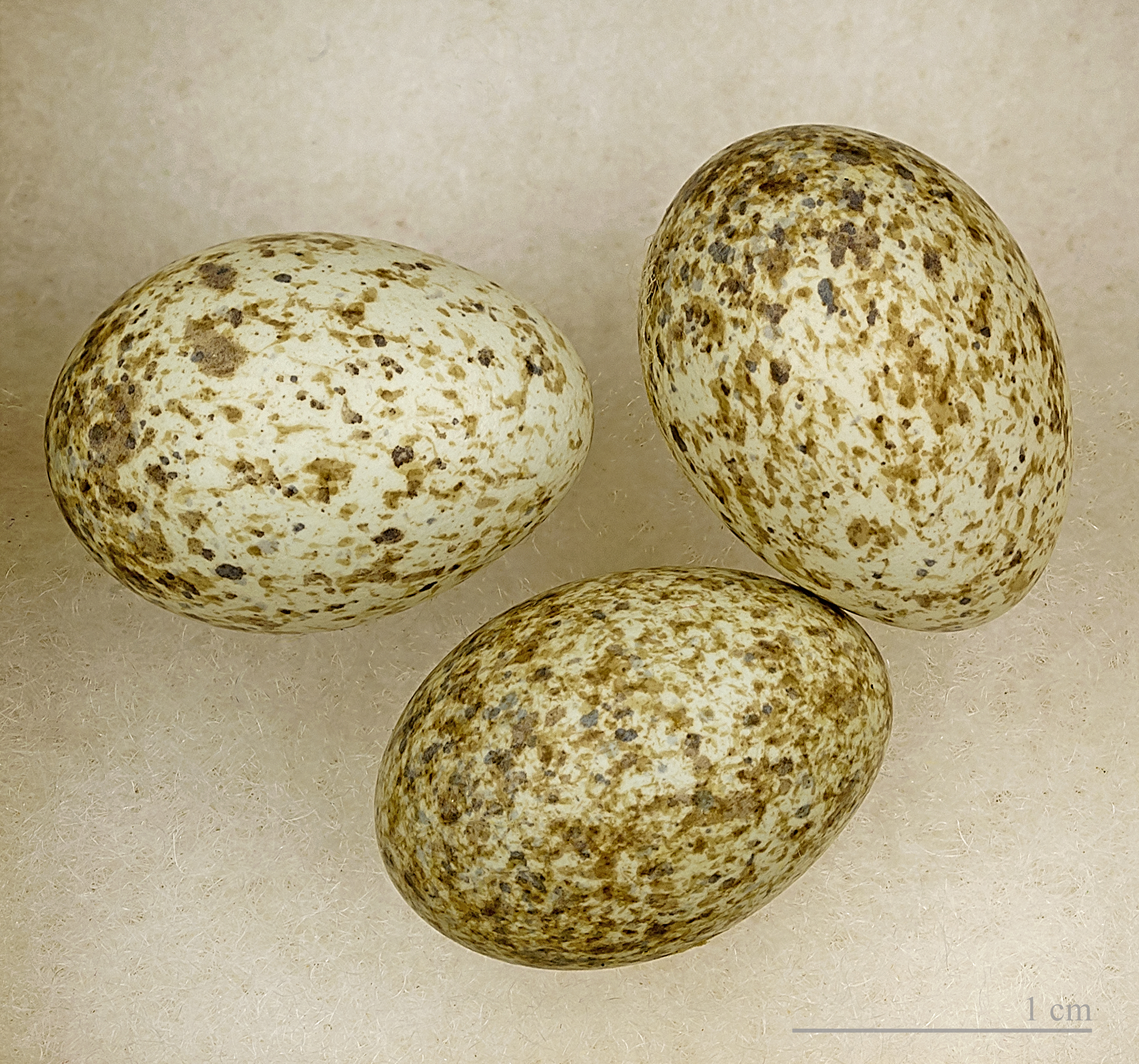
Jaja z kolekcji muzealnej

Latem żywi się głównie owadami i ich larwami, zimą także pająkami, nasionami i jagodami.
Wyprowadza dwa, czasem trzy lęgi w sezonie. Samica składa 3–4 białawe lub jasnozielonkawe jaja z drobnym, ciemniejszym plamkowaniem, zwykle na początku maja. Inkubacją zajmuje się samica (niekiedy na krótki czas zastępuje ja samiec), trwa ona około 12–13 dni. Oboje rodzice zajmują się pisklętami i karmią je owadami. Młode opuszczają gniazdo 12–13 dni po wykluciu, czasem wcześniej, jeśli są zaniepokojone lub gdy jest bardzo ciepło.

## Status
IUCN od 2008 roku uznaje pokrzewkę kasztanowatą za gatunek bliski zagrożenia (NT, Near Threatened); wcześniej, od 1988 roku klasyfikowano ją jako gatunek najmniejszej troski (LC, Least Concern). Liczebność światowej populacji, obliczona w oparciu o szacunki organizacji BirdLife International dla Europy z 2015 roku, zawiera się w przedziale 1,2–3,0 milionów dorosłych osobników. Globalny trend liczebności populacji uznawany jest za spadkowy.